# Martin Biron
Martin Gaston Biron (* 15. August 1977 in Lac-Saint-Charles, Québec) ist ein ehemaliger kanadischer Eishockeytorwart, der im Laufe seiner Karriere für die Buffalo Sabres, Philadelphia Flyers, New York Islanders und New York Rangers in der National Hockey League aktiv war. Sein Bruder Mathieu Biron ist ebenfalls ein professioneller Eishockeyspieler.

## Karriere
Biron erlernte das Eishockeyspieler in seiner Heimat bei den Trois-Rivières Estacades in der Quebec Amateur Athletic Association. Danach spielte er für die Beauport Harfangs, die Bestandteil der QMJHL (einer der drei erstklassigen Juniorligen in Kanada) waren. Im ersten Jahr als Nummer 1 zwischen den Pfosten der Harfangs 1994/95 konnte er sein Talent nachdrücklich beweisen. Im Alter von 17 Jahren führte er die Liga mit einem Gegentorschnitt von 2,48 an. Biron wurde daraufhin zum QMJHL und CHL Torhüter des Jahres ernannt. Außerdem war er der Goalie des First All-Star Teams. Aufgrund dieser soliden Saisonleistung wurde er beim NHL Entry Draft 1995 in der ersten Runde an 16. Stelle von den Buffalo Sabres ausgewählt.
In der Saison 1995/96 war Biron auf dem Weg, eine weitere hervorragende Saison für Beauport zu spielen, als er plötzlich von den Sabres in die NHL berufen wurde. Toptorhüter Dominik Hašek hatte sich eine Unterleibszerrung zugezogen und der zweite Back-up Robb Stauber war ebenfalls verletzt, so dass die Sabres Rookie Steve Shields von den South Carolina Stingrays aus der Central Hockey League beriefen, um als Back-up von Andrei Trefilow in Buffalo zu dienen. Im Spiel gegen die Ottawa Senators am 23. Dezember 1995 zerrte sich Trefilov sein Knie, so dass die Sabres keine andere Möglichkeit hatten, als den 18-jährigen Martin Biron aus der Juniorliga in die NHL zu berufen. Am 26. Dezember debütierte Biron in der NHL gegen die Pittsburgh Penguins. Mit seinen 18 Jahren war Martin Biron der viert-jüngste Torhüter in der Geschichte der NHL, der ein Spiel in der Startaufstellung begann. Das Spiel ging mit 6:3 verloren – auf seinen ersten NHL-Sieg musste er bis zum März 1999 warten.
Den Rest dieser Saison und die erste Hälfte der folgenden Spielzeit spielte er wieder in Beauport, bevor er zu den Hull Olympiques transferiert wurde, wo er seine Zeit als Juniorspieler beendete. In der Saison 1997/98 stand Martin Biron zwischen den Pfosten der Rochester Americans und spielte eine gute Rookiesaison mit einem Gegentorschnitt von 2,93 (GAA) in 41 Spielen und fünf Shut-outs. Am Ende der Saison wurde er zum Rookie of the year der Amerks gekürt.

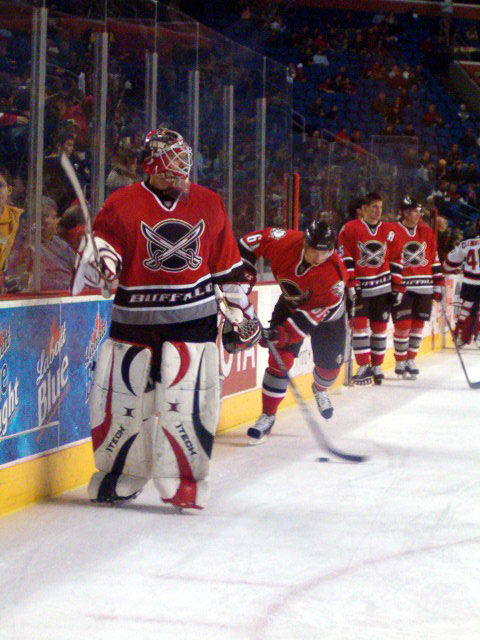
Martin Biron im Dress der Sabres, Januar 2006

Birons zweite Saison in Rochester, 1998/99, war noch beeindruckender. In 52 Spielen erreichte er einen Gegentorschnitt von 2,07 – ein neuer Rekord in 60 Jahren American Hockey League. Er brach auch einen Rekord der Amerks – sechs Shut-outs in einer Saison. Daher wurde er für das AHL All-Star Spiel nominiert. In den Play-offs führte er die Amerks bis in die Calder Cup Finalspiele. Am Ende der Saison wurde er zum MVP und Most Popular Player der Amerks gekürt. Außerdem gewann er die Aldege „Baz“ Bastien Memorial Award, die dem herausragendsten Torhüter der AHL gewidmet ist, und teilte sich die Harry „Hap“ Holmes Memorial Award für den geringsten Gegentorschnitt mit seinem Teamkollegen Tom Draper. Biron spielte auch sechs Spiele für die Sabres mit einem GTS von 2,14 und seinem ersten Sieg in der NHL gegen die Dallas Stars (2:1) am 5. März 1999. Für diese Spiele musste er seine Nummer 00 gegen die 43 tauschen, da die NHL-Regularien ab der Saison 1998/99 nur Nummern zwischen 1 und 98 erlaubten.
Zunächst sollte Biron die Saison 1999/2000 in Rochester beginnen, aber die Sabres holten ihn im Oktober nach Buffalo, um als Back-up von Dominik Hašek zu fungieren. Als Hašek sich dann Ende Oktober an der Leiste verletzte, stand Biron wieder zwischen den Pfosten der Sabres mit Dwayne Roloson als Back-up.
In dieser Zeit konnte er seinen ersten NHL Shut-out in einem 4:0-Sieg über die Atlanta Thrashers feiern. Biron erreichte weitere vier Shut-outs, so dass er einen Teamrekord der Sabres von 1976/77 einstellte. Biron beendete die Saison mit einem Schnitt von 2.42 (GAA) in insgesamt 41 Partien.
Die Saison 2000/01 verbrachte Biron als Back-up von Hašek – in insgesamt 18 Spielen konnte er sieben Siege, davon zwei Shut-outs bei einem Gegentorschnitt von 2,55 und 90,9 % gehaltenen Schüssen feiern. Außerdem spielte er vier Partien für die Amerks, wo er einen weiteren Shut-out bei drei Siegen erreichte. Nach der Saison entschied sich die Führung der Sabres nach zähen Verhandlungen mit Hašek, ihn nach Detroit wechseln zu lassen. Dadurch bekam Biron die Chance, Nummer 1 der Sabres zu werden.

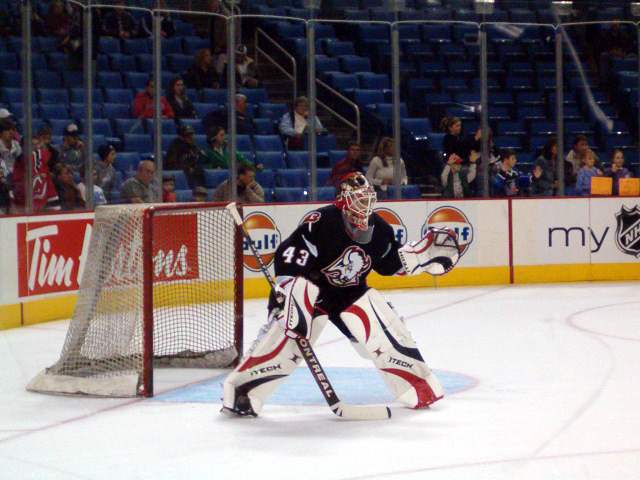
Sabres vs. New Jersey Devils, 16. November 2005

In der Saison 2001/02 konnte er den Weggang seines Vorgängers mehr als kompensieren – 72-mal ging er für die Sabres aufs Eis und zog in Bezug auf die Statistiken mit Hašek gleich. In den folgenden zwei Jahren spielten die Sabres nicht sehr erfolgreich und Martin Biron konnte diese Werte nicht mehr ganz erreichen, daher bekamen auch seine Back-ups Mika Noronen und Ryan Miller oft die Chance, sich zu beweisen. Während des Lockout in der Saison 2004/05 spielte Martin Biron kein professionelles Eishockey, während seine Back-ups in der AHL bzw. in der SM-liiga im Einsatz waren. Dies sollte sich als Nachteil für Biron erweisen, da er im Laufe der Saison 2005/06 seinen Stammplatz an Ryan Miller verlor. Er wurde nur in 35 Spielen eingesetzt und erreichte einen Gegentorschnitt von 2,88 bei einer Fangquote von 90,5 %, konnte aber einen internen Teamrekord mit 15 Siegen nacheinander aufstellen.
Daher entschied er sich am Ende der Saison, das Management der Sabres um einen Wechsel zu bitten, allerdings schien kein anderes Team interessiert, so dass er im Juni 2006 einen Vertrag über ein weiteres Jahr unterschrieb.
Während der Saison 2006/07 spielte Biron weiterhin als Back-up-Goalie von Ryan Miller, kam aber oft zum Einsatz, als Miller schwächelte. Für Aufsehen sorgte er, als er sich im Februar mit Ottawas Torhüter Ray Emery eine Schlägerei lieferte und daraufhin vom Spiel ausgeschlossen wurde. Wenige Stunden vor dem Ende der Transferperiode am 27. Februar 2007 wurde er für einen Zweitrunden-Draftpick für den NHL Entry Draft 2007 zu den Philadelphia Flyers transferiert.
Zwischen 2010 und Oktober 2013 war er Backup-Torhüter hinter Henrik Lundqvist bei den New York Rangers, ehe er seine Karriere beendete.

## Erfolge und Auszeichnungen

### National
| - 1995 CHL Goaltender of the Year - 1995 Trophée Raymond Lagacé - 1995 Trophée Michael Bossy - 1995 Trophée Jacques Plante - 1995 CHL First All-Star Team | - 1995 CHL All-Rookie Team - 1999 AHL All-Star Classic - 1999 AHL First All-Star Team - 1999 Aldege „Baz“ Bastien Memorial Award - 1999 Harry „Hap“ Holmes Memorial Award (gemeinsam mit Tom Draper) |

### International
- 1997 Goldmedaille bei der Junioren-Weltmeisterschaft

## Statistik
(Legende zur Torhüterstatistik: GP oder Sp = Spiele insgesamt; W oder S = Siege; L oder N = Niederlagen; T oder U oder OT = Unentschieden oder Overtime- bzw. Shootout-Niederlage; Min. = Minuten; SOG oder SaT = Schüsse aufs Tor; GA oder GT = Gegentore; SO = Shutouts; GAA oder GTS = Gegentorschnitt; Sv% oder SVS% = Fangquote; EN = Empty Net Goal; 1 Play-downs/Relegation; Kursiv: Statistik nicht vollständig)